# Порфирий (Логофетис)
Архиепи́скоп Порфи́рий II (в миру Порфи́риос Логофе́тис, греч. Πορφύριος Λογοθέτης; 1859, остров святого Евстратия близ Лемноса, Греция — 3 апреля 1928, Александрия) — иерарх Иерусалимской православной церкви, предстоятель автономной Синайской православной церкви с титулом Архиепи́скоп Сина́йский, Фара́нский и Раи́фский.

## Биография
Родился в 1859 году на острове Святого Евстратия близ острова Лемноса (Греция), где получил начальное образование в греческой школе. После переезда семьи в Египет в 1872 году поступил послушником на подворье монастыря Святой Екатерины в Каире. Учился в Амбетиевской школе, по окончании которой направлен на обучение в Константинополь.
В 1882 году закончил православную богословскую школу на острове Халки. После окончания семинарии в течение пяти лет состоял секретарём монастыря Святой Екатерины и много сделал для привлечения средств греков-меценатов для устроения лемносской греческой общины в Каире.
В 1887 году направлен для продолжения богословского образования в России, где в течение года слушал лекции в Киевской духовной академии. C 1888 по 1890 год обучался в Германии, где посещал лекции на теологическом факультете Гёттингенского университета и философского факультета Лейпцигского университета.
В 1890 году возвратившись в Каир со званием кандидата философских наук, он вновь занял должность секретаря монастыря Святой Екатерины и наставника в греческой гимназии.
Когда в 1895 году в Париже (Франция) на средства мецената Хр. Зографа был построен православный греческий храм, Порфирий был назначен его настоятелем и отбыл в Париж.

### Служение предстоятеля
После ухода 7 апреля 1904 года на покой архиепископа Синайского Порфирия I, братством монастыря Святой Екатерины 25 апреля 1904 года избран новым игуменом и предстоятелем Синайской архиепископии.
17 октября 1904 года в храме Воскресения Христова в Иерусалиме хиротонисан во епископа с возведением в сан архиепископа. Хиротонию совершили: Патриарх Иерусалимский Дамиан, архиепископ Иорданский Епифаний, архиепископ Тивериадский Мелетий, архиепископ Кириакупольский Малетий и архиепископ Диокесарийский Никодим. На хиротонии присутствовали представители русского и греческого правительства и делегаты от католической и армянской общин в Иерусалиме.
В 1904 году, после своей интронизации, архиепископ Порфирий посетил Киев, где осмотрел подворье Синайского монастыря.
6 сентября 1918 года членами Священного Синода Иерусалимской Церкви Патриарх Иерусалимский Дамиан во второй раз был официально объявлен низвергнутым с престола. Местоблюстителем был провозглашен архиепископ Синайский Порфирий. Низвержение не признали многие православные арабы и сам Патриарх Дамиан. При поддержке новой, сменившейся вскоре в Палестине военной власти, 23 декабря 1918 года патриарх Дамиан возвратился на Иерусалимский престол.
Ушёл на покой 1 июля 1926 года и жил в Александрии, где и скончался 3 апреля 1928 года.